# رامبوکپوتا
رامبوکپوتا (به لاتین: Rambukpota) یک منطقهٔ مسکونی در سری‌لانکا است که در استان مرکزی (سری‌لانکا) واقع شده‌است.